# Pfarrhaus (Derching)

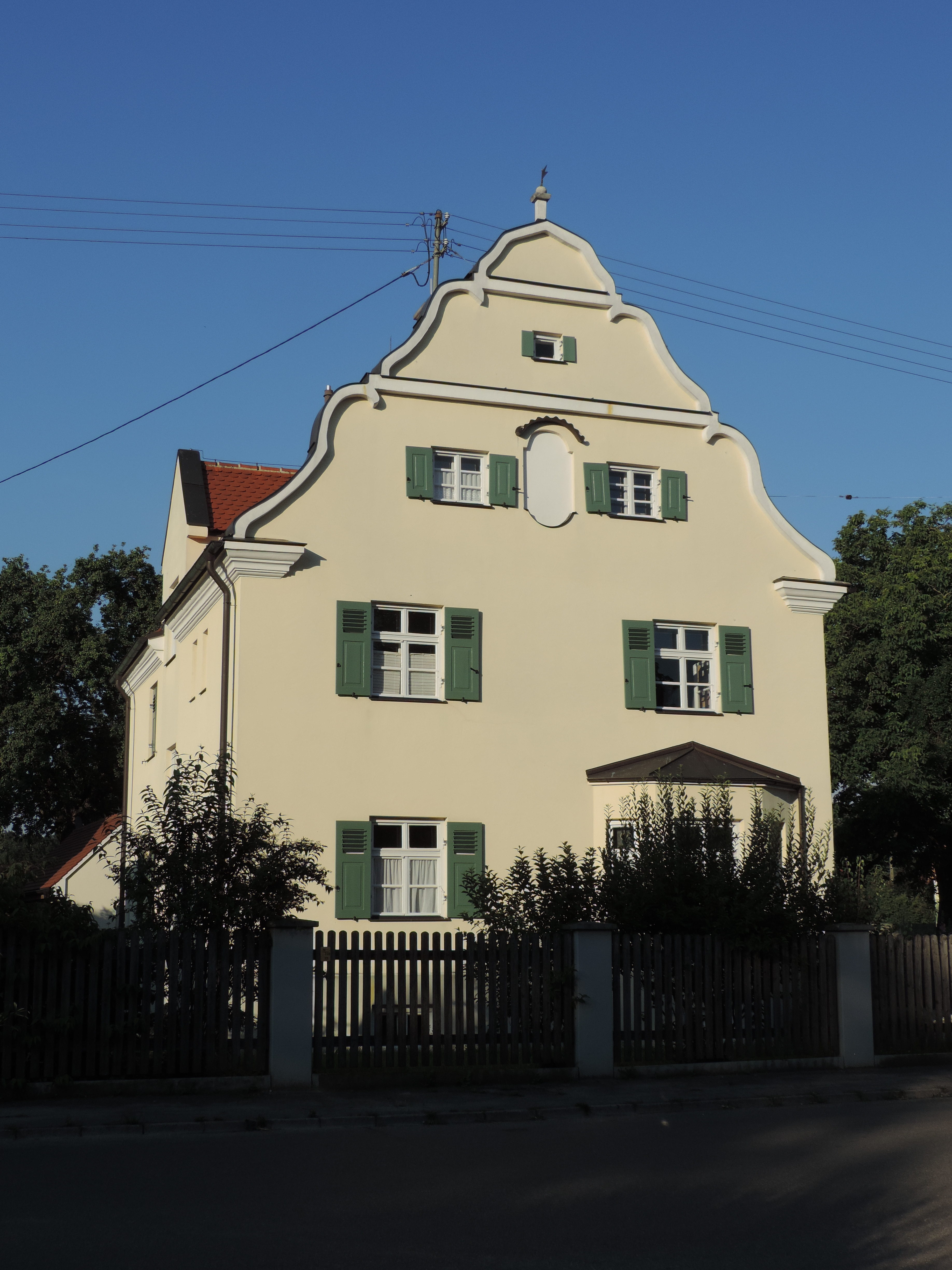
Ehemaliges Pfarrhaus in Derching

Das Pfarrhaus in Derching, einem Stadtteil von Friedberg im Landkreis Aichach-Friedberg im bayerischen Regierungsbezirk Schwaben, wurde 1922 errichtet. Das ehemalige Pfarrhaus an der Bürgermeister-Schlickenrieder-Straße 12 ist ein geschütztes Baudenkmal.
Der 1686 errichtete Vorgängerbau wurde 1906 abgebrochen. 
Der Neubau, ein barockisierender zweigeschossiger Satteldachbau mit Schweifgiebel, besitzt zwei zu drei Fensterachsen.